# Odontoloma pauxillum
Odontoloma pauxillum är en skalbaggsart som beskrevs av Karl Henrik Boheman 1857. Odontoloma pauxillum ingår i släktet Odontoloma och familjen bladhorningar. Inga underarter finns listade i Catalogue of Life.